# Aechmea confusa
Espèce
Classification phylogénétique
Statut de conservation UICN

DD : Données insuffisantes
Synonymes
Aechmea confusa est une espèce de plantes à fleurs de la famille des Bromeliaceae, endémique du Pérou

## Synonymes
- Greigia amazonica L.B.Sm.[2].